# مارتا ژمودا تژبیاتوفسکا
مارتا ژمودا تژبیاتوفسکا (به لهستانی: Marta Żmuda Trzebiatowska) (زادهٔ ۲۶ ژوئیه ۱۹۸۴) بازیگر لهستانی است.
از فیلم‌ها یا مجموعه‌های تلویزیونی که وی در آن‌ها نقش داشته‌است، می‌توان کارگزار من، نامه به بابا نوئل ۲، حالا یا هرگز!، هانس کلوس، قماری بالاتر از زندگی، عهدهای دوشیزه، دو روی سکه، یک قلب گرم، یولیا، پدر متیو، هتل ۵۲، عشق، عروسی، ازدواج، در خوشی و سختی، ماگدا ام. و دوستان اشاره نمود.